# Trichosalpinx trilobata
Trichosalpinx trilobata là một loài thực vật có hoa trong họ Lan. Loài này được (Fawc. & Rendle) Luer miêu tả khoa học đầu tiên năm 1983.